# Russell Westbrook
Pour les articles homonymes, voir Russell et Westbrook.
Russell Westbrook, né le 12 novembre 1988 à Long Beach en Californie, est un joueur américain de basket-ball évoluant au poste de meneur de jeu.
Il est drafté en quatrième position en 2008 et passe 11 saisons avec le Thunder d'Oklahoma City avant de rejoindre en 2019, les Rockets de Houston et James Harden, un ancien coéquipier à Oklahoma City. L'année suivante, il est échangé aux Wizards de Washington. Il rejoint les Lakers de Los Angeles en 2021, les Clippers de Los Angeles en 2023 et les Nuggets de Denver en 2024.
Il est considéré comme l'un des meilleurs joueurs de sa génération. Il est le détenteur du record de triple-doubles en une saison (42), ce qui lui vaut le titre de MVP lors de la saison 2016-2017. Il détient aussi le record du nombre de triple-doubles en saison régulière.
Westbrook est le premier joueur de l'histoire de la NBA à réaliser plusieurs saisons consécutives (3 saisons) en triple-double de moyenne.

## Biographie
Russell Westbrook III est né à Long Beach, en Californie, en 1988. Fils de Russell Westbrook Junior, il est entraîné par son père qui passe du temps sur les terrains de basket-ball de rue. Au lycée, il est le plus petit et n'arrive pas à réaliser de dunk avant sa dernière année. Il grandit brusquement et ses performances dans sa dernière année lycéenne lui permettent d'obtenir une bourse d'études de dernière minute à l'université d'UCLA lorsqu'une recrue de l'équipe se déclare par surprise pour la NBA. À UCLA, Westbrook est un remplaçant, spécialiste défensif. Dans sa première saison universitaire, il ne joue que 9 minutes par rencontre pour une moyenne de 3 points.
Après un parcours universitaire dans l'équipe des Bruins d'UCLA de l'université d'UCLA, il est drafté en 2008 en quatrième position par les SuperSonics de Seattle, l'ancienne incarnation du Thunder, qui se relocalise six jours plus tard à Oklahoma City. Il s'impose dès sa saison de rookie comme le meneur de jeu titulaire de l'équipe, formant avec Kevin Durant et Jeff Green un trio de joueurs jeunes et très prometteurs. Il est élu dans la NBA All-Rookie First Team à la fin de la saison 2008-2009. Le 2 mars 2009, il réalise un triple double, ce qui fait de lui à l'époque, le deuxième plus jeune joueur à réaliser cette performance (après LeBron James). Malgré sa relative petite taille, il est capable de réaliser des dunks spectaculaires.

### Thunder d'Oklahoma City (2008-2019)

#### Rookie et premiers playoffs (2008-2010)

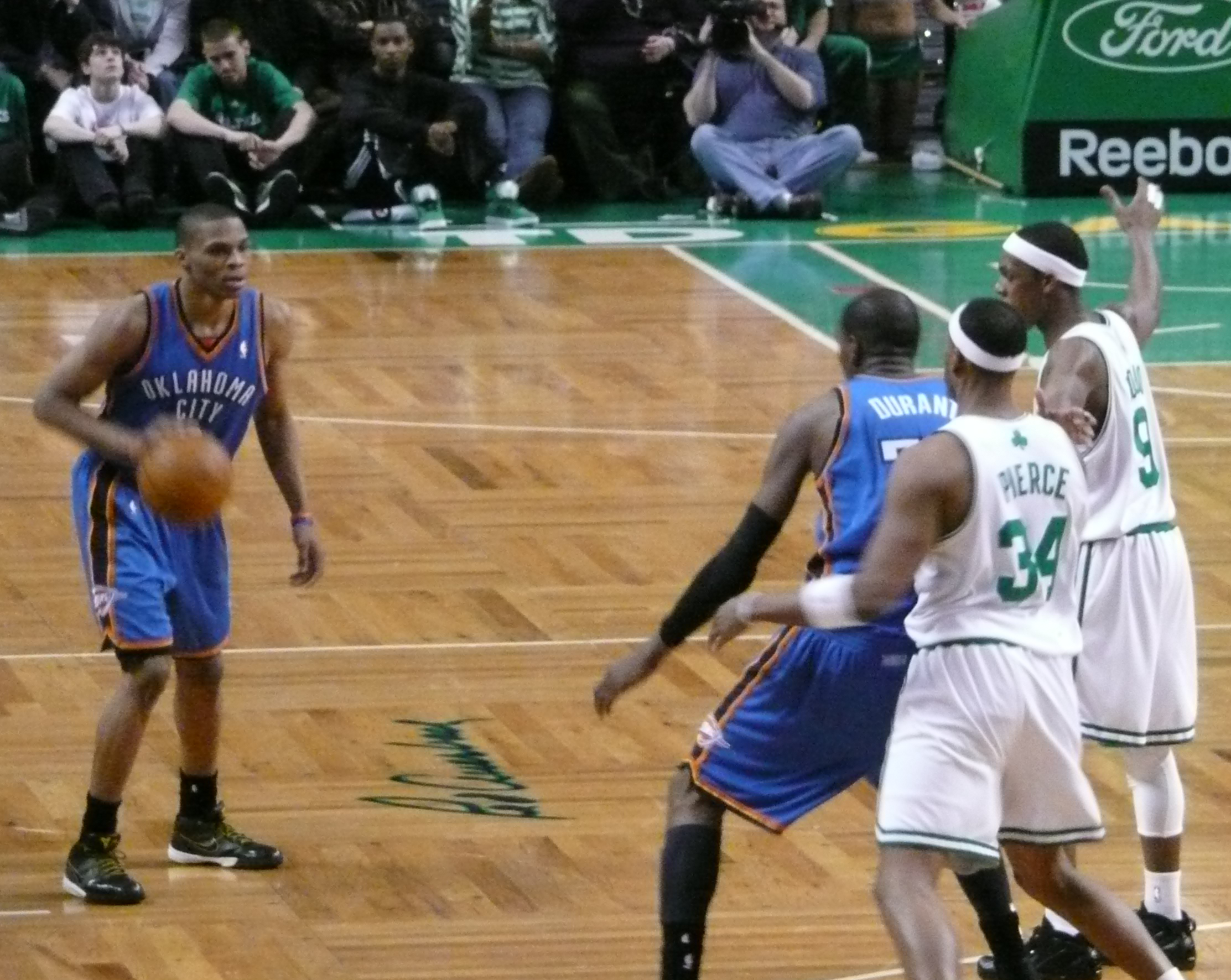
Westbrook (gauche) cherche son coéquipier Kevin Durant au poste contre les Celtics en 2010.

Westbrook est sélectionné à la 4e position de la draft 2008 de la NBA par les SuperSonics de Seattle (plus tard connu sous le nom du Thunder d'Oklahoma City en raison de la vente de l'équipe et de sa relocalisation). Le 5 juillet 2008, il signe avec le Thunder. Le 2 mars 2009, il réalise son premier triple-double en carrière avec 17 points, 10 rebonds et 10 passes décisives. Il est le premier rookie (joueur de première année) depuis Chris Paul et le troisième rookie de l'histoire des Sonics/Thunder (après Art Harris et Gary Payton) à réaliser un triple-double.
Westbrook termine sa première saison avec des moyennes de 15,3 points, 5,3 passes décisives, 4,9 rebonds et 1,3 interception. Il finit 4e dans les votes pour le titre de meilleur rookie de l'année 2008-2009 après le vainqueur Derrick Rose (Bulls de Chicago), O. J. Mayo (Grizzlies de Memphis) et Brook Lopez (Nets du New Jersey). Il est nommé dans le meilleur cinq des rookies de l'année.
Durant sa deuxième année, et sa première saison où il est le titulaire principal, Westbrook a des moyennes de 16,1 points, 8,0 passes décisives, 4,9 rebonds et 1,3 interception sur la saison. Le 4 avril 2010, il marque 10 points et établit son record de passes décisives avec 16 passes lors de la victoire 116 à 108 contre les Timberwolves du Minnesota. Le Thunder réalise une très bonne saison en doublant son nombre de victoires par rapport à la saison précédente et en se qualifiant pour les playoffs avec un bilan de 50 victoires et 32 défaites. Toutefois, le Thunder est éliminé par les Lakers de Los Angeles, futur champion NBA. Dans cette série, Westbrook intensifie son jeu et augmente ses statistiques en ayant des moyennes de 20,5 points, 6,0 rebonds, 6,0 passes décisives et 3,2 interceptions.

#### All-Star et succès en playoffs (2010-2013)

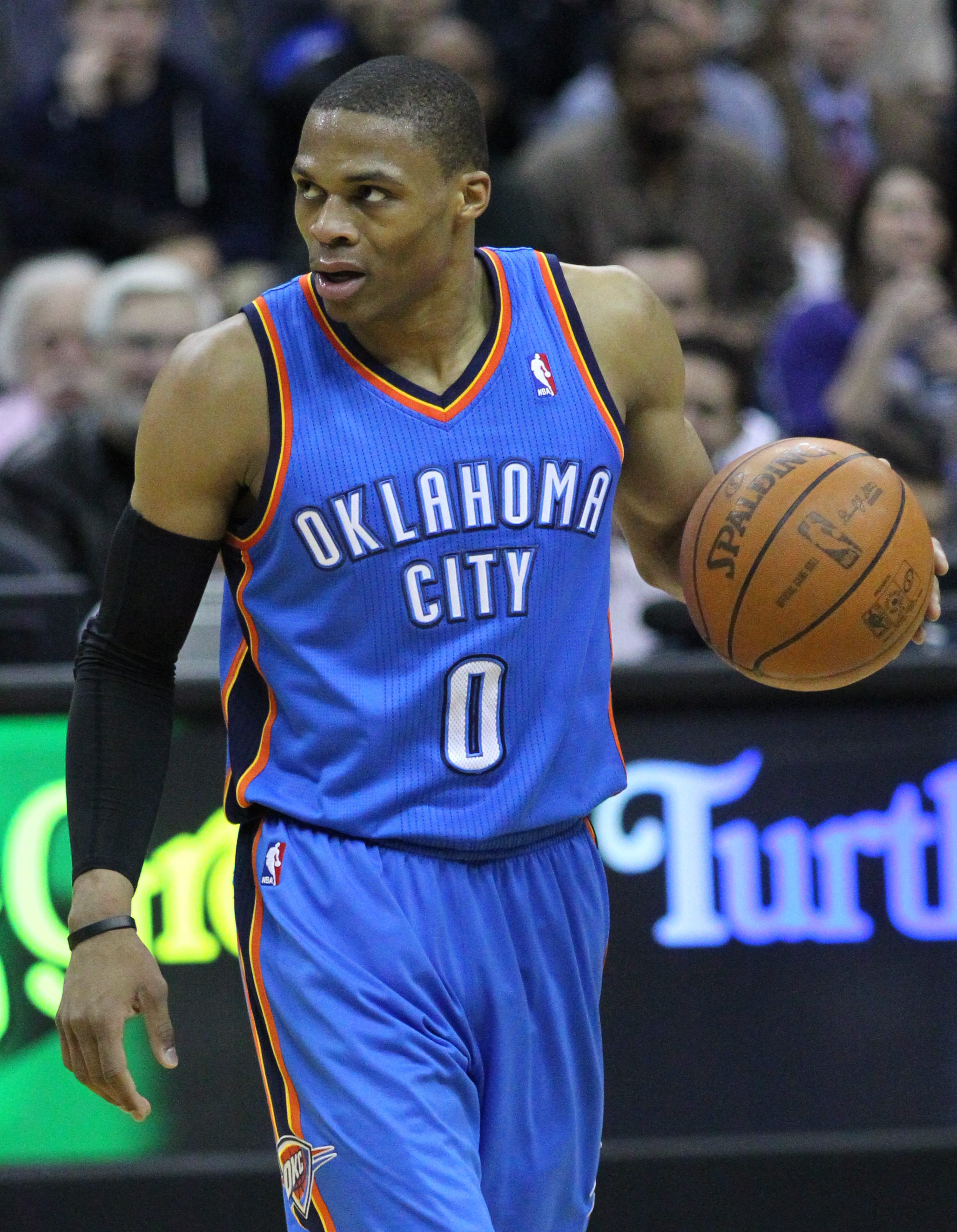
Westbrook en mars 2011.

Le 26 novembre 2010, Westbrook établit son record de points en carrière en marquant 43 points contre les Pacers de l'Indiana. Le 1er décembre 2010, il marque 38 points, distribue 9 passes décisives et établit son record de rebonds avec 15 prises lors de la victoire après trois prolongations contre les Nets du New Jersey. Westbrook est sélectionné pour la première fois par les entraîneurs de la NBA parmi les remplaçants de la conférence Ouest pour participer au NBA All-Star Game 2011.
Il est nommé dans le second cinq de la NBA (All-NBA Second Team). Cela récompense une saison où il présente des statistiques de 21,9 points, 8,2 passes décisives, 4,6 rebonds et 1,9 interception. Dans ces deux dernières catégories, il figure respectivement au quatrième et au neuvième rang de la ligue. Toutefois, il est également le joueur ayant concédé le plus de pertes de balle durant la saison avec 316. Le Thunder termine la saison avec un bilan de 55 victoires et 27 défaites. Lors des playoffs, le Thunder élimine les Nuggets de Denver en cinq manches. Lors du tour suivant, la franchise d'Oklahoma City est opposée aux Grizzlies de Memphis. Ceux-ci, qui ont éliminé le no 1 de la conférence Ouest au tour précédent, les Spurs de San Antonio, obligent le Thunder à disputer un match 7. Lors de celui-ci, Russell Westbrook réalise un triple double avec 14 points, 14 passes et 10 rebonds. C'est la cinquième fois qu'un joueur réalise un triple-double dans un match sept. Les précédents sont : Jerry West en 1969, Larry Bird en 1984, James Worthy en 1988 et Scottie Pippen 1992. Avec également 39 points de Kevin Durant, le Thunder se qualifie pour le tour suivant en triomphant sur le score de 105 à 90. La franchise d'Oklahoma City échoue finalement en finale de conférence face aux Mavericks de Dallas, futur champion NBA. Durant ces playoffs, il a des moyennes de 23,8 points, 6,4 passes décisives et 5,4 rebonds.
Lors de la saison 2011-2012, Westbrook est de nouveau sélectionné pour participer au NBA All-Star Game 2012. Le 26 février 2012, il prend part à Orlando à son deuxième NBA All-Star Game. Il joue 27 minutes, pour 21 points, 2 passes, 5 rebonds et 2 interceptions. Le 23 mars 2012, il bat son record de points en carrière avec 45 unités lors de la victoire 149 à 140 après deux prolongations contre les Timberwolves du Minnesota. Il augmente légèrement sa moyenne de points (23,6), complétée par 5,5 passes décisives, 4,6 rebonds et 1,7 interception durant cette saison écourtée à 66 matches en raison du lockout. Il est nommé dans le second meilleur cinq de la NBA pour la seconde année consécutive. Lors des playoffs NBA 2012, le Thunder prend sa revanche sur les Mavericks de Dallas en s'imposant quatre victoires à zéro, aussi appelé sweep, le champion en titre dès le premier tour. Westbrook permet au Thunder d'accéder aux Finales NBA 2012 pour la première fois depuis que l'équipe a été relocalisée. Il rencontre le Heat de Miami mais s'incline en cinq matches. Le 12 juin, lors du match 1 des finales, Westbrook marque 27 points et distribue 11 passes décisives lors de la victoire 105 à 94. Il rejoint Michael Jordan parmi les joueurs terminant avec 25 points ou plus et 10 passes décisives ou plus lors du premier match des finales NBA. Lors du match 4, Westbrook bat son record de points en carrière en playoffs en marquant 43 points mais son équipe s'incline à ce match.
Lors de la saison 2012-2013, Russell Westbrook est beaucoup plus complet et collectif que précédemment. Il tourne à presque 8 passes par match à 30 matchs de la fin de la saison régulière et marque en moyenne 23 points. Le 18 février 2013, il dispute son 3e All-Star Game après qu'il a été élu par les entraîneurs en tant que remplaçant. Lors de ce match, Westbrook inscrit 14 points, capte 4 rebonds et fait 3 passes décisives. Sa conférence s'impose 143-138 et le MVP de ce match va au joueur des Clippers de Los Angeles Chris Paul. Après ce All-Star break, Westbrook marque de plus en plus mais fait moins de passes. Westbrook et Durant forment toujours l'un des meilleurs duos de la NBA avec près de 50 points par match à eux deux. Il termine la saison avec des moyennes de 23,2 points, 7,4 passes décisives, 5,2 rebonds et 1,8 interception par match. OKC se qualifie pour les playoffs 2013 en terminant la saison régulière à la première place de la conférence Ouest. Ils rencontrent au 1er tour les Rockets de Houston, huitième de la saison régulière. Le Thunder remporte la première manche mais, lors de la seconde manche, Westbrook est blessé lors d'un contact avec le meneur d'Houston, Patrick Beverley, qui cherchait à intercepter le ballon alors qu'un temps mort venait d'être sifflé et que le ballon n'était plus joué ; il poursuit tout de même la rencontre qu'il termine avec 29 points. Le lendemain, après avoir passé des examens, il est révélé qu'il souffre d'une déchirure dans son ménisque droit. Le 27 avril 2013, il subit une intervention chirurgicale et doit déclarer forfait pour le reste des playoffs. Sans Westbrook, le Thunder peine à battre les Rockets (4-2) en six matches mais s'inclinent contre les Grizzlies de Memphis en cinq manches au tour suivant. Westbrook est nommé dans le second meilleur cinq de la NBA pour la troisième année consécutive.

#### Blessure et retour (2013-2015)
Avant le début de la saison 2013-2014, Westbrook subit une deuxième intervention chirurgicale au genou droit, ce qui a retardé son retour sur les parquets. Westbrook manque le début de la saison 2013-2014 et, alors qu'il devait manquer les deux premières semaines de compétition, il revient le 3 novembre 2013 à l'occasion d'un match contre les Suns de Phoenix, il y marque 21 points et distribue 7 passes décisives dans la victoire du Thunder. Il retrouve progressivement son niveau en marquant notamment 34 points, faisant 5 interceptions, distribuant 7 passes décisives et en inscrivant le tir de la victoire contre les Warriors de Golden State le 29 novembre 2013. Le 25 décembre 2013, il réalise son huitième triple-double en carrière avec 14 points, 13 rebonds et 10 passes décisives lors de la victoire 123 à 94 contre les Knicks de New York. C'est aussi la victoire la plus large dans l'histoire de la NBA le jour de Noël. Le lendemain de son match de Noël, il est annoncé que Westbrook doit subir une opération arthroscopique sur son genou droit et s'absenter des parquets durant deux mois, devant faire l'impasse sur le NBA All-Star Game 2014. Durant cette période, le Thunder réussit à rester compétitif en dépit de son absence et grâce aux individualités de Kevin Durant. Le 20 février 2014, Westbrook fait son retour dans l'effectif et dans le cinq majeur. Il joue le reste de la saison sur un temps de jeu limité et ne participe pas au second match lors des back-to-back (deux matches en deux jours).
Le 4 mars, lors de la victoire des siens 125 à 92 contre les Sixers de Philadelphie, il réalise le neuvième triple-double de sa carrière et le deuxième de la saison en compilant 13 points, 10 rebonds et 14 passes, le tout en seulement 20 minutes ; il s'agit du deuxième triple-double le plus rapide de l'histoire de la NBA. Il améliore sa sélection de tirs et réalise la même moyenne de points qu'avant sa blessure tout en jouant moins longtemps. Il termine l'année avec des statistiques de 21,8 points, 5,7 rebonds et 6,9 passes décisives. Westbrook et le Thunder terminent la saison à la deuxième position de la conférence Ouest avec un bilan de 59 victoires et 23 défaites. Au premier tour des playoffs, Russell Westbrook et le Thunder affrontent les Grizzlies de Memphis de Mike Conley, Jr., Zach Randolph et Marc Gasol. La série est très disputée et va jusqu'au match 7 décisif où Westbrook réalise un triple-double avec 27 points, 10 rebonds et 16 passes décisives (record de franchise en play-offs). Avec un succès 120 à 109, le Thunder avance en demi-finale de conférence pour y affronter le troisième de la Conférence Ouest, les Clippers de Los Angeles menés par Chris Paul et Blake Griffin. Il remporte sa série face au Clippers 4-2 notamment grâce à un Westbrook très collectif dans le jeu. Le Thunder accède en finale de conférence contre les Spurs de San Antonio. Le 27 mai 2014, lors du match 4 où le Thunder s'impose, Westbrook termine la rencontre avec 40 points, 5 rebonds, 10 passes décisives et 5 interceptions. Par cette performance, il rejoint Michael Jordan comme le seul joueur à afficher de telles statistiques dans un match de playoffs. Le Thunder perdent la série en six matches contre le futur champion. Westbrook a des moyennes de 26,7 points, 8,1 passes décisives et 7,3 rebonds en playoffs, et devient le premier joueur depuis Oscar Robertson en 1964 à avoir des moyennes d'au moins 26 points, 8 passes décisives et 7 rebonds en playoffs.

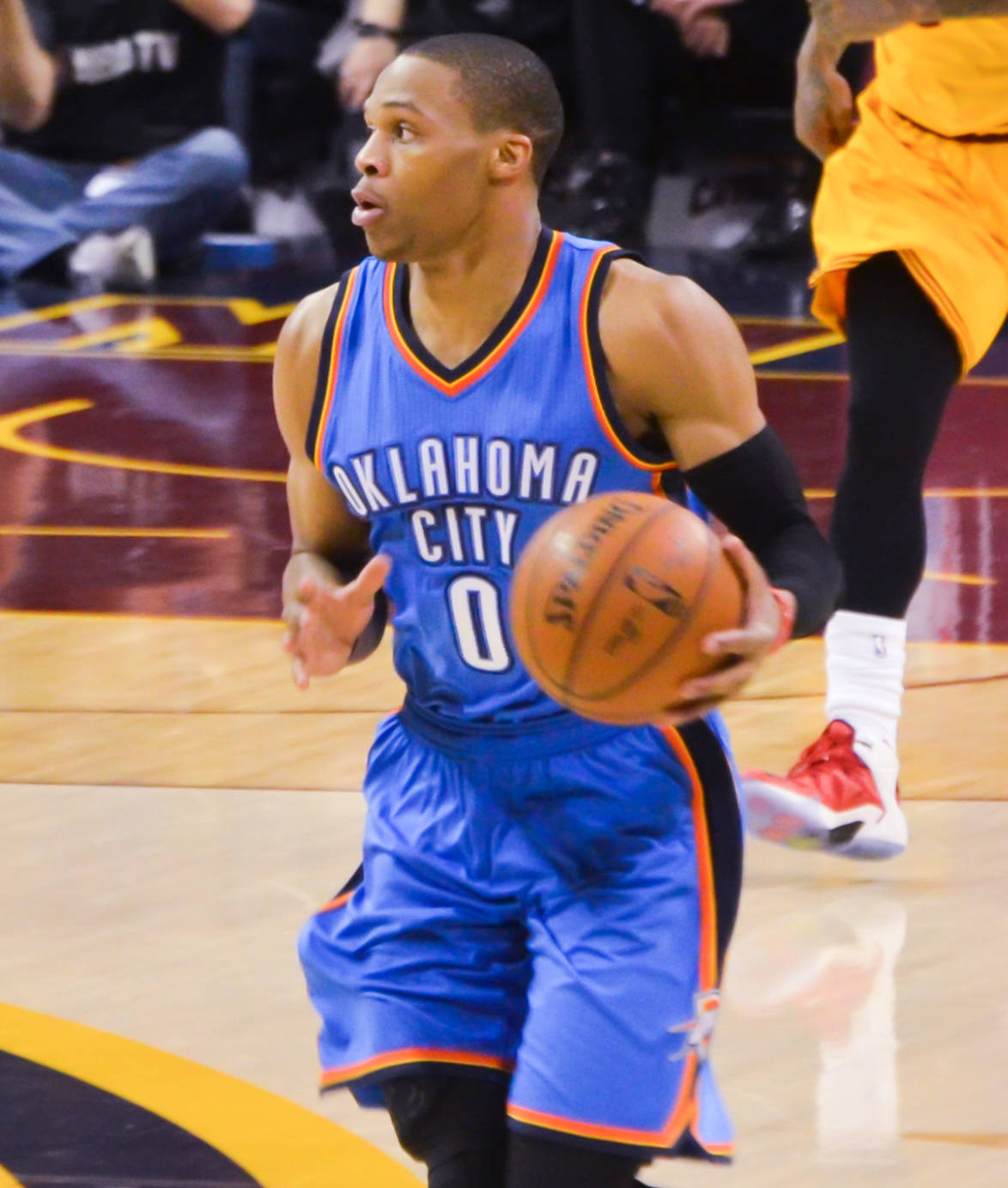
Westbrook en janvier 2015.

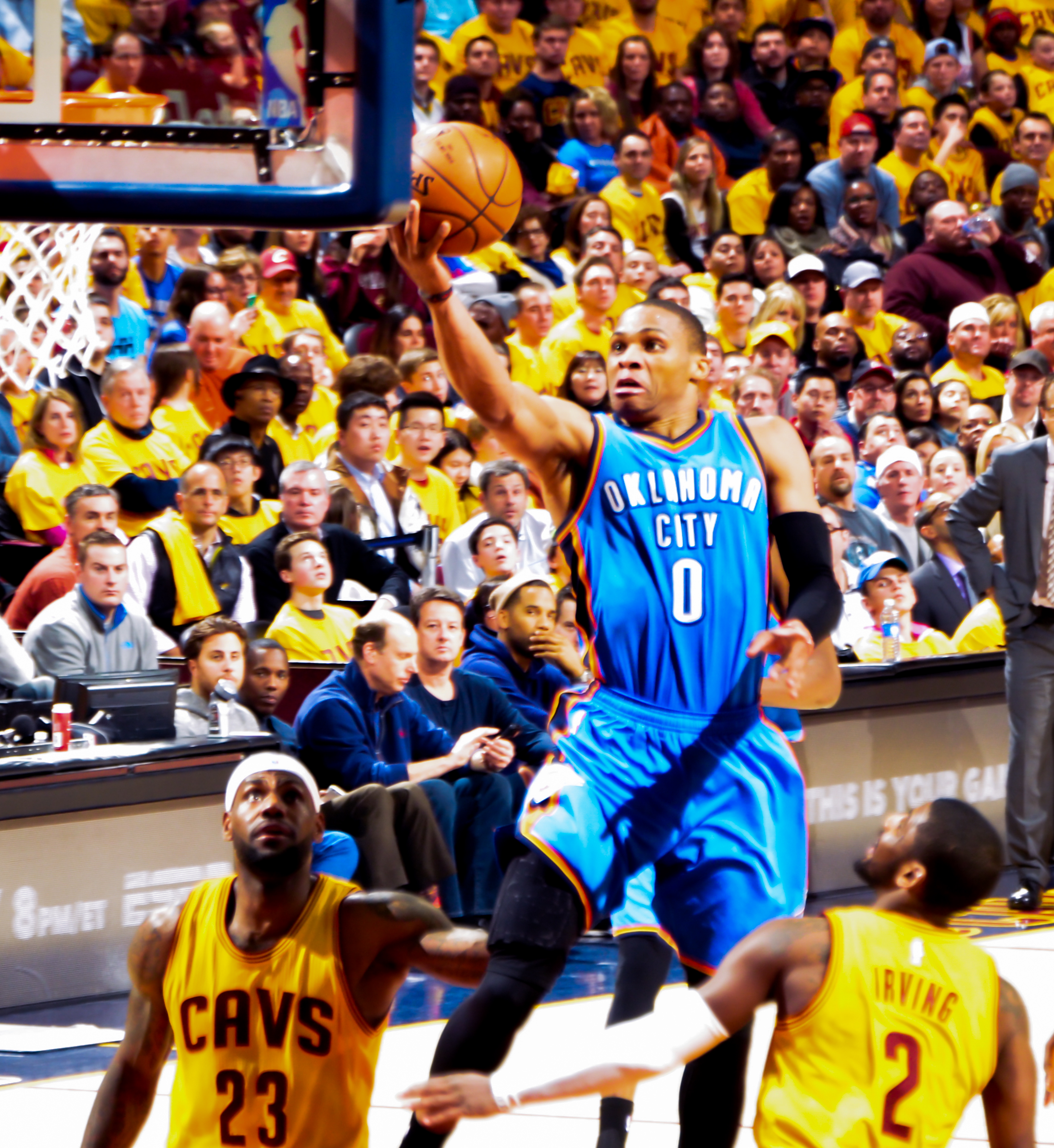
Westbrook en janvier 2015.

Au début de la saison 2014-2015, il marque 38 points lors du match d'ouverture de la saison où le Thunder s'incline 106 à 89 chez les Trail Blazers de Portland. Le lendemain, le 30 octobre 2014, lors du déplacement chez les Clippers de Los Angeles, il se blesse à la main droite et doit être opéré du deuxième métacarpien. Il manque plusieurs semaines de compétition soit quatorze matches. Il rejoint Kevin Durant à l'infirmerie qui s'était blessé au pied droit pendant la présaison et qui est écarté des parquets pour six à huit semaines. Avec la paire de stars sur la touche pour le début de la saison, le Thunder commence la saison avec un bilan de 4 victoires pour 12 défaites avant le retour de Westbrook le 28 novembre contre les Knicks de New York. Lors de son premier match de retour de blessure, il mène le Thunder à la victoire contre les Knicks en marquant 32 points. Durant retourne le match suivant contre les Pelicans de La Nouvelle-Orléans et le duo aide le Thunder à remporter sept matches consécutifs pour ramener le Thunder dans la course aux playoffs. Le 16 janvier 2015, Westbrook réalise son neuvième triple-double en carrière avec 17 points, 15 rebonds et 17 passes décisives (son record en carrière) lors de la victoire 127 à 115 contre les Warriors de Golden State, devenant le cinquième joueur de l'histoire de la NBA à avoir une ligne de statistiques à 15-15-15 sur un match.
Le 4 février 2015, lors du déplacement chez les Pelicans de La Nouvelle-Orléans, il reproduit son record de points en carrière sur une rencontre avec 45 unités. Deux jours plus tard, lors de la réception des Pelicans, il devient le quatrième joueur de l’histoire à réussir deux matches consécutifs à plus de 45 points, 5 rebonds et 5 passes après Kobe Bryant, Wilt Chamberlain et Elgin Baylor et bat également son record de points sur un match en marquant 48 points. Blessé pour la précédente édition, Westbrook participe au All-Star Game 2015 duquel il finit MVP après avoir marqué 41 points (à une unité du record de Wilt Chamberlain de 1962) ; il marque 27 points en 11 minutes en première mi-temps, battant le record de points dans une mi-temps d'un All-Star Game. Le 22 février, lors de la victoire 119 à 94 contre les Nuggets de Denver, il marque 21 points et distribue 17 passes décisives (égalant son record en carrière). Deux jours plus tard, lors de la victoire 105 à 92 contre les Pacers de l'Indiana, il termine la rencontre avec 20 points, 11 rebonds et 10 passes décisives, réalisant son troisième triple-double de la saison et le onzième de sa carrière alors qu'il restait encore le dernier quart-temps à jouer. Le 27 février, lors de la défaite chez les Trail Blazers de Portland, Westbrook termine avec 40 points, 13 rebonds et 11 passes décisives et devient le premier joueur à réaliser trois triple-double de suite depuis LeBron James en 2009. Westbrook finit le mois de février avec des moyennes de 31,2 points, 9,1 rebonds et 10,3 passes décisives par match, et devient le deuxième joueur de l'histoire de la NBA à avoir des moyennes d'au moins 30 points, 9 rebonds et 10 passes décisives par match sur un mois de calendrier avec au moins dix matches joués, après Oscar Robertson, qui a accompli cette performance plusieurs fois.
Le 4 mars 2015, Westbrook bat son record de points en carrière avec 49 unités auxquelles il ajoute 16 rebonds et 10 passes décisives pour son quatrième triple-double consécutif, aidant le Thunder à battre les 76ers de Philadelphie 123 à 118 après prolongation. Il devient ainsi le premier joueur depuis Michael Jordan en 1989 à réaliser quatre triple-double consécutifs, et le premier depuis Jordan à réaliser deux triple-double consécutifs en marquant au moins 40 points. C'est également le plus grand nombre de points marqués par un joueur en triple-double depuis Larry Bird qui en a marqué 49 en 1992. Sa série de triple-double s'achève le soir suivant contre les Bulls de Chicago où il termine avec 43 points, 8 rebonds et 7 passes décisives dans la défaite 105 à 108. Le 8 mars, il réalise son cinquième triple-double en six matches pour aider le Thunder à battre les Raptors de Toronto 108 à 104 ; il marque 30 points, distribue 17 passes décisives (renouvelant son record personnel) et prend 11 rebonds pour son septième triple-double de la saison et le quinzième de sa carrière. De la même manière, Westbrook réalise un nouveau triple-double le 13 mars contre les Timberwolves du Minnesota, son sixième en huit rencontres où il marque 15 de ses 29 points (avec 12 passes décisives et 10 rebonds) dans le quatrième quart-temps, aidant le Thunder à s'imposer 113 à 99. Le 22 mars, lors de la réception du Heat de Miami, il est tout proche de réaliser son dixième triple-double de la saison mais il est enlevé par la NBA car un rebond lui a été comptabilisé en trop ; il termine le match avec 12 points, 17 passes décisives et 9 rebonds. Il réalise trois triple-double supplémentaires à la fin de la saison. Le 12 avril, il bat son record de points en carrière avec 54 points à 21 sur 43 aux tirs lors de la défaite contre les Pacers de l'Indiana. Il permet au Thunder de remporter ses deux derniers matches de la saison 2014-2015. Sa saison statistique est exceptionnelle puisqu'il cumule 28,1 points, 7,3 rebonds et 8,6 passes. Il est même élu trois fois de suite joueur du mois de la conférence Ouest en février, mars et avril. Cependant, cette débauche d'énergie s'avère vaine puisque le Thunder échoue aux portes des playoffs en terminant 9e (45 victoires pour 37 défaites), juste derrière les Pelicans de La Nouvelle-Orléans.

#### Saison 2015-2016

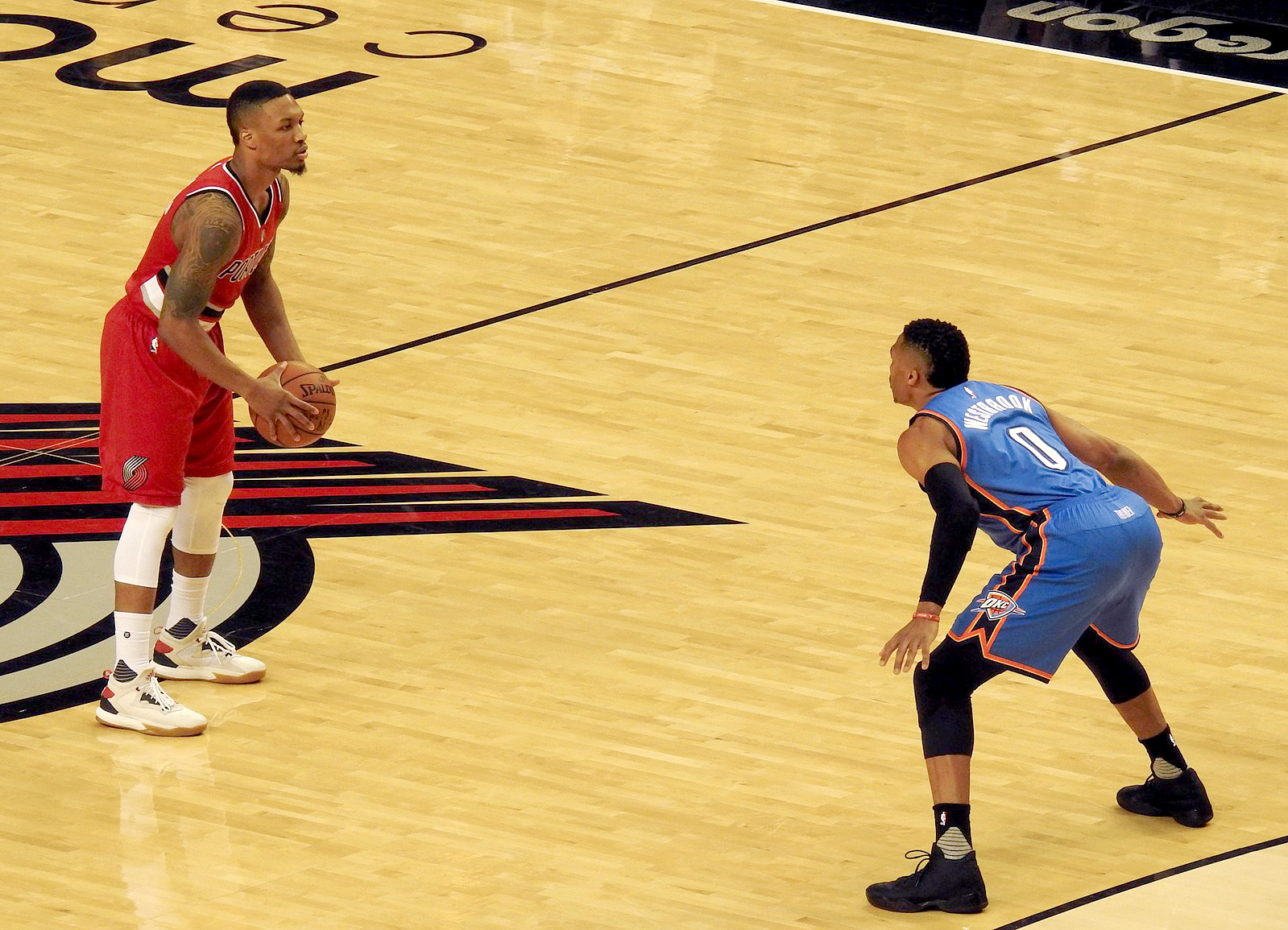
Westbrook (droite) défend sur Damian Lillard en janvier 2016.

Le Thunder aborde le début de la saison 2015-2016 renforcé avec le retour de blessure de Kevin Durant et la prolongation de contrat d'Enes Kanter. L'équipe est alors considérée comme l'une des meilleures de la conférence Ouest avec les Warriors de Golden State et les Spurs de San Antonio. Le 28 octobre 2015, Westbrook commence la saison avec une victoire 112 à 106 contre les Spurs de San Antonio où il termine meilleur du match avec 33 points et 10 passes décisives. Deux jours plus tard, lors de la victoire 139 à 136 contre le Magic d'Orlando après deux prolongations, Westbrook et Kevin Durant deviennent les premiers coéquipiers à marquer au moins 40 points dans un seul match depuis Michael Jordan et Scottie Pippen en 1996 ; Westbrook marque 48 points et Durant 43. Le 10 novembre, Westbrook réalise son premier triple-double de la saison (le vingtième de sa carrière) avec 22 points, 11 passes décisives et 11 rebonds lors de la victoire 125 à 101 contre les Wizards de Washington. Trois jours plus tard, lors de la victoire 102 à 85 contre les 76ers de Philadelphie, il réalise un deuxième triple-double consécutif, avec 21 points, 17 rebonds (son nouveau record en carrière) et 11 passes décisives. Le 27 décembre, lors de la victoire contre les Nuggets de Denver, Westbrook termine la rencontre avec 30 points, 12 passes décisives et neuf rebonds et rate son quatrième triple-double de la saison à un rebond près. Dans ce match, Westbrook et Durant deviennent les premiers coéquipiers à terminer la rencontre avec au moins chacun 25 points et 10 passes décisives dans le temps réglementaire depuis le duo du Jazz de l'Utah John Stockton (31 points, 11 passes décisives) et Karl Malone (27 points, 10 passes décisives) le 2 février 1996. Le 4 janvier, il est nommé co-meilleur joueur du mois de décembre de la conférence Ouest avec Kevin Durant.
Le 20 janvier 2016, Westbrook termine la rencontre avec 16 points, 15 passes décisives, huit rebonds et cinq interceptions contre les Hornets de Charlotte, devenant le quatrième joueur de l'histoire de la NBA avec au moins 15 points, 15 passes décisives, cinq rebonds et cinq interceptions sur un match. Le 3 février, il réalise son troisième triple-double consécutif et le huitième de la saison avec 24 points, 19 rebonds (son record en carrière) et 14 passes décisives lors de la victoire 117 à 114 contre le Magic d'Orlando. Westbrook est sélectionné pour la première fois comme titulaire lors du All-Star Game 2016 grâce aux votes du public et remporte de nouveau le titre de MVP dans la victoire de l'Ouest 196 à 173 contre l'Est ; il termine la rencontre avec 31 points, huit rebonds, cinq passes décisives et cinq interceptions en 22 minutes et devient le premier joueur dans l'histoire du All-Star Game à remporter le titre de MVP deux années consécutives depuis Bob Pettit en 1958 et en 1959 qu'il a partagé avec Elgin Baylor. Le 9 mars, il réalise son onzième triple-double de la saison avec 25 points, vingt passes décisives (son record en carrière) et onze rebonds lors de la victoire 120 à 108 contre les Clippers de Los Angeles. Cette ligne statistique est le premier triple-double avec au moins 25 points, 20 passes décisives et 10 rebonds depuis Magic Johnson avec les Lakers de Los Angeles en 1988, et le premier avec au moins 20 points et 20 passes décisives depuis Rod Strickland avec les Wizards de Washington en 1998. Le 22 mars, il réalise son quinzième triple-double de la saison et son 34e en carrière avec 21 points, 15 passes décisives et 13 rebonds lors de la victoire 111 à 107 contre les Rockets de Houston, réalisant le plus grand nombre de triple-double par un joueur sur une saison depuis la saison 1988-1989 quand Magic Johnson en a réalisé 17 et Michael Jordan 15. C'est aussi le sixième triple-double de Westbrook sur le mois de mars, le plus grand nombre par un joueur sur un mois de compétition depuis Jordan qui en a réalisé sept en avril 1989. Le 11 avril, avec son 18e triple-double de la saison lors de la victoire contre les Lakers de Los Angeles, il égale le record de Magic Johnson (1981-1982) du plus grand nombre de triple-double sur une saison parmi les cinquante dernières saisons.
Le Thunder se retrouve très rapidement distancé par les Spurs et les Warriors malgré un bon Westbrook avec des moyennes de 23,5 points, 10,4 passes et 7,8 rebonds. Westbrook devient le premier joueur depuis Magic Johnson en 1982 à réaliser au moins 18 triples doubles sur une même saison. Le Thunder finit la saison régulière avec un bilan de 55 victoires et 25 défaites à la troisième position de la conférence Ouest. Au début des playoffs 2016 le Thunder bat les Mavericks de Dallas (4-1). Le Thunder bat ensuite les Spurs de San Antonio (4-2) et accède aux finales de la conférence Ouest pour la première fois depuis 2012. Le Thunder affronte les Warriors, champions en titre, en finale de conférence. Après avoir pris l'avantage du terrain en remportant le premier match, les Warriors égalisent à 1-1 au second match puis le Thunder remporte ses deux matches à domicile pour mener 3-1. Dans le match 4, Westbrook réalise son cinquième triple-double en playoffs avec 36 points, 11 rebonds et 11 passes décisives dans la victoire 118 à 94. Malgré cet avantage de 3-1 dans la série, le Thunder perd les trois matches suivant et s'incline 4-3 face aux Warriors du MVP Stephen Curry et Klay Thompson qui marque le match 6 avec une performance exceptionnelle de 41 points dont 10 paniers à 3 points. Cette élimination est une déception pour Westbrook et ses coéquipiers qui avaient l'occasion de revenir en finale NBA d'autant plus qu'ils paraissaient être favoris s'ils affrontaient les Cavaliers de Cleveland. Les deux stars de l'équipe, Durant et Westbrook, ont pu compter sur l'éclosion au plus haut niveau de leurs coéquipiers Dion Waiters et Steven Adams ainsi que sur une bonne défense. Westbrook réalise les meilleurs playoffs de sa carrière avec des moyennes de 26 points, 11 passes et 7 rebonds.

#### Une saison historique (2016-2017)
Après le départ à l'intersaison de Kevin Durant chez les Warriors de Golden State, des rumeurs de transfert se multiplient sur un départ de Westbrook qui a un contrat se terminant en 2017. Le Thunder est déterminé à garder Westbrook et balaie les propositions de transfert en proposant une extension au contrat de Westbrook. Le 4 août 2016, Westbrook signe un contrat de trois ans et 85,7 millions de dollars avec le Thunder.
Le 28 octobre, lors du deuxième match de la saison du Thunder, Westbrook réalise son 38e triple-double en carrière avec 51 points, 13 rebonds et 10 passes décisives lors de la victoire 113 à 110 après prolongation contre les Suns de Phoenix, réalise le premier triple-double en marquant au moins 50 points depuis Kareem Abdul-Jabbar en 1975. Westbrook bat son record de tirs tentés dans un match avec 44 shoots. Deux jours plus tard, il réalise un nouveau triple-double avec 33 points, 12 rebonds et 16 passes décisives lors de la victoire 113 à 96 contre les Lakers de Los Angeles, rejoignant Magic Johnson, Jerry Lucas et Oscar Robertson parmi les joueurs de l'histoire de la NBA avec deux triple-double sur les trois premiers matches de la saison,. Le 25 novembre, il réalise son sixième triple-double de la saison avec 36 points, 17 passes décisives et 12 rebonds lors de la victoire 132 à 129 après prolongation contre les Nuggets de Denver. Le lendemain, il réalise son second triple-double consécutif et le septième de la saison avec 17 points, 15 passes décisives et 13 rebonds lors de la victoire 106 à 88 contre les Pistons de Détroit. C'est le 44e triple-double de sa carrière, égalant LeBron James à la sixième position dans l'histoire de la NBA. Westbrook le réalise après 605 matches en carrière alors que James a eu besoin de 1000 matches. Le 30 novembre, il réalise son quatrième triple-double consécutif avec 35 points, 14 rebonds et 11 passes décisives lors de la victoire 126 à 115 après prolongation contre les Wizards de Washington, devenant seulement le deuxième joueur dans l'histoire de la NBA à avoir un triple-double de moyenne au début du mois de décembre (après Oscar Robertson. Il prolonge sa série à sept triple-double consécutifs le 9 décembre avec 27 points, 10 rebonds et 10 passes décisives lors de la défaite 102 à 99 chez les Rockets de Houston, la plus longue série de triple-double depuis Michael Jordan qui en a également réalisé sept en 1989. Après avoir disputé trois matches sans réaliser un seul triple-double, le suivant arrive le 17 décembre lors de la victoire 114 à 101 contre les Suns de Phoenix qu'il termine avec 26 points, 11 rebonds et 22 passes décisives (son record en carrière) ; il s'agit de son cinquantième triple-double en carrière et le treizième de la saison. Son quatorzième triple-double de la saison arrive le 23 décembre lors de la victoire 117 à 112 contre les Celtics de Boston. Westbrook termine le mois de décembre avec trois triple-double de plus, commençant ainsi l'année 2017 avec seize triple-double depuis le début de la saison 2016-2017.
Le 9 avril, il bat le record de triple-doubles en une saison établi par Oscar Robertson lors de la saison 1961-1962 en inscrivant son 42e triple-double face aux Nuggets de Denver avec 50 points, 16 rebonds et 10 passes décisives pour une victoire 106 à 105 et devient après Robertson le second joueur dans l’histoire de la ligue à finir une saison régulière avec un triple-double en moyenne.
Cependant, en playoffs le jeu stéréotypé du Thunder ne fait pas le poids contre le jeu collectif des Rockets de Houston, menés par son principal rival pour le titre de MVP, James Harden. Le Thunder est éliminé 4-1 malgré les très bonnes statistiques de Westbrook. Il est notamment auteur d'un triple-double avec plus de 50 points en plus d'un triple-double de moyenne sur l'ensemble de la série.
Le 27 juin 2017 lors des NBA Awards à New York, Russell Westbrook est élu MVP de la saison régulière.

#### Saison 2017-2018
En septembre 2017, Westbrook signe une prolongation de cinq ans de son contrat avec le Thunder à partir de la saison 2018-2019. Son salaire cumulé sur les 5 ans de ce contrat monte à 205 millions de dollars. Il est rejoint pendant l'intersaison par Paul George puis Carmelo Anthony.
En novembre, lors de la victoire du Thunder contre les Warriors du Golden State (108-91), Russell Westbrook marque 11 points, prend 5 rebonds et fait 5 passes décisives dans le premier quart-temps. C'est la première fois qu'il réalise un quart-temps avec au moins 10 points, 5 rebonds et 5 passes décisives que ce soit en saison régulière ou en playoffs. Le seul joueur actif à l'avoir fait plus d’une fois est James Harden (4 fois). Il a également réalisé pour la première fois de l'histoire de la NBA 2 saisons d'affilée en triple double de moyenne. Il s'est ainsi qualifié en play-off et affronte Utah pour le premier tour.
Au premier tour des playoffs NBA 2018, le Thunder s'incline (4-2) face au Jazz de l'Utah malgré une bonne série de Westbrook.

#### Saison 2018-2019
Entre le 22 janvier et le 14 février, Westbrook réalise un triple-double dans 11 rencontres consécutives, battant ainsi le record de triple-doubles consécutifs établi par Wilt Chamberlain en 1968,.
Le 14 février, Westbrook devient le meilleur marqueur de l'histoire de la franchise en battant le précédent total détenu par Gary Payton (18 207 points).
Le 2 avril 2019, Westbrook devient le deuxième joueur de l'histoire de la NBA à réaliser un double-triple-double après Wilt Chamberlain. Il marque 20 points (à 8 sur 23 au tir), prend 20 rebonds et fait 21 passes décisives dans la victoire du Thunder face aux Lakers. Pour la troisième saison consécutive, Westbrook termine la saison avec un triple-double de moyenne.
Au premier tour des playoffs NBA 2019, le Thunder s'incline (4-1) face aux Blazers, c'est une nouvelle fois une campagne de playoffs décevante pour le Thunder.

### Rockets de Houston (2019-2020)
Le 12 juillet 2019, peu après le transfert de son coéquipier Paul George aux Clippers, il est transféré aux Rockets de Houston en échange de Chris Paul et plusieurs choix de draft. Il y retrouve James Harden, son ancien coéquipier à Oklahoma City.
Lors du match contre son ancienne équipe le 20 janvier, il réalise un triple-double. Ce triple-double lui permet de rejoindre LeBron James et de devenir le second joueur de la ligue à avoir réalisé un triple-double contre toutes les équipes de la ligue.

### Wizards de Washington (2020-2021)
Le 2 décembre 2020, Westbrook est envoyé aux Wizards de Washington en échange de John Wall et d'un premier tour de draft 2023. Pour la première fois de sa carrière NBA, il échange son numéro 0 contre le numéro 4.
En mars 2021, lors d'une victoire contre les Pacers de l'Indiana, Westbrook devient le premier joueur de l'histoire de la NBA à réaliser un triple-double avec au moins 35 points et 20 passes décisives. Il finit la rencontre avec 35 points, 21 passes décisives et 14 rebonds. Avec 16 triple-doubles pour les Wizards, il bat aussi le record du nombre de triple-doubles pour un joueur de la franchise des Wizards, précédemment détenu par Darrell Walker.
Le 10 mai 2021, lors du match opposant les Wizards aux Hawks d'Atlanta, Russell Westbrook bat le record d'Oscar Robertson en devenant le joueur ayant réalisé le plus de triple-doubles en saison régulière, avec 182 triple-doubles.

### Lakers de Los Angeles (2021-février 2023)
Le soir de la draft 2021, Russell Westbrook est envoyé aux Lakers de Los Angeles en échange de Montrezl Harrell, Kyle Kuzma, Kentavious Caldwell-Pope et le 22e choix de la draft 2021.

### Clippers de Los Angeles (février 2023-juillet 2024)
La veille de la fermeture du marché des transferts, il est transféré vers le Jazz de l'Utah dans un échange en triangle incluant les Lakers, les Timberwolves et le Jazz.
Quelques jours plus tard, Westbrook négocie un buy-out avec le Jazz et quitte la franchise. Dans la foulée, il s'engage avec les Clippers de Los Angeles.
Il prolonge avec les Clippers à l'été 2023 pour un contrat de 8 millions de dollars sur deux ans.

### Nuggets de Denver (depuis 2024)
En juillet 2024, Westbrook est envoyé au Jazz de l'Utah en échange de Kris Dunn. Il est libéré de son contrat peu après et s'engage avec les Nuggets de Denver sur plusieurs saisons. Westbrook franchit le seuil des 200 triple-doubles en carrière en novembre 2024.

## Style de jeu
Russell Westbrook est un des meneurs de jeu les plus athlétiques de la NBA. Attaquant d'exception, il est doté d'une puissance et d'une agilité lui permettant d'être parmi les meilleurs finisseurs près de l'arceau en NBA. Sa capacité à pénétrer vers le panier fait que deux joueurs adverses peuvent se retrouver à défendre sur lui, ce qui permet à Westbrook de faire une passe vers un coéquipier non défendu. Il est également capable de marquer à mi-distance ainsi qu'à longue distance. Son physique très athlétique pour un meneur de jeu fait de lui un très bon rebondeur et atteint environ 6 rebonds par match au cours de sa carrière, une moyenne en constante augmentation. Westbrook est un meneur complet qui réalise de nombreux triple-doubles. Il s'attire néanmoins les critiques de nombreux observateurs qui l'accusent de gonfler ses statistiques en prenant des rebonds qui iraient normalement à ses partenaires, ce qui augmente le risque de tir ouvert de l'équipe adverse.

## Palmarès

### En sélection nationale
- Médaillé d'or au Championnat du monde 2010 en Turquie.
- Médaillé d'or aux Jeux olympiques d'été de 2012 à Londres.

### En franchise
- Finales NBA en 2012 contre le Heat de Miami avec le Thunder d'Oklahoma City.
- Champion de la Conférence Ouest en 2012 avec le Thunder d'Oklahoma City.
- Champion de la Division Nord-Ouest en 2011, 2012, 2013, 2014 et 2016 avec le Thunder d'Oklahoma City.

### Distinctions personnelles
- NBA Most Valuable Player en 2017.
- 2 fois All-NBA First Team en 2016 et 2017.
- 5 fois All-NBA Second Team en 2011, 2012, 2013, 2015 et 2018.
- 2 fois All-NBA Third Team en 2019 et 2020.
- 9 sélections pour le NBA All-Star Game en 2011, 2012, 2013, 2015, 2016, 2017, 2018, 2019 et 2020.
- NBA All-Star Game Most Valuable Player Award en 2015 et 2016.
- NBA All-Rookie First Team en 2009.
- joueur de la semaine de la conférence ouest, du 2 au 8 février 2015 et du 2 au 8 mars 2015.
- 6 fois joueur du mois de la conférence ouest en février, mars et avril de la saison 2014-2015,en décembre[50] et mars[51] de la saison 2015-2016 et en décembre de la saison 2017-2018.
- Meilleur marqueur de la saison 2014-2015 avec 28,1 points par match, succédant à son coéquipier Kevin Durant, et de la saison 2016-2017 avec 31,6 points par match.
- Joueur ayant réussi le plus de triple-doubles lors d'une saison régulière : 42 lors de la saison 2016-2017.
- Quatrième joueur de l'histoire de la NBA à avoir réalisé plus de 100 triple doubles dans sa carrière (après Jason Kidd, Magic Johnson et Oscar Robertson)
- Meilleur athlète masculin de l'année 2017 ESPY Awards
- Meilleur passeur de la saison 2017-2018 avec 10,2 passes décisives par match, de la saison 2018-2019 avec 10,7 passes décisives par match et de la saison 2020-2021 avec 11,7 passes décisives par match
- Premier joueur de l'histoire de la NBA à enchaîner trois saisons avec des moyennes en triple-double.
- Joueur ayant réussi le plus de triple-doubles consécutifs lors d'une saison régulière : 11 lors de la saison 2018-2019.
- Deuxième joueur de l'histoire de la NBA à réaliser un double-triple-double après Wilt Chamberlain le 2 février 1968[32].
- Deuxième joueur de l'histoire de la NBA à réaliser un triple-double contre chaque franchise après LeBron James[35].
- Recordman de triple-doubles en saison régulière, ayant dépassé Oscar Robertson, avec 182 triple-doubles.
- Seul joueur avec LeBron James à comptabiliser 25 000 points, 8 000 rebonds et 8 000 passes en carrières.
- Premier joueur de l'histoire de la NBA à atteindre 200 triple-doubles en carrière.

## Statistiques

### Universitaires
Statistiques en matchs universitaires de Russell Westbrook
| Saison    | Équipe   | Matchs | Titul. | Min./m | % Tir | % 3pts | % LF | Rbds/m. | Pass/m. | Int/m. | Ctr/m. | Pts/m. |
| --------- | -------- | ------ | ------ | ------ | ----- | ------ | ---- | ------- | ------- | ------ | ------ | ------ |
| 2006-2007 | UCLA     | 36     | 1      | 9,0    | 45,7  | 40,9   | 54,8 | 0,75    | 0,64    | 0,39   | 0,03   | 3,39   |
| 2007-2008 | UCLA     | 39     | 34     | 33,8   | 46,5  | 33,8   | 71,3 | 3,92    | 4,28    | 1,62   | 0,18   | 12,74  |
| Carrière  | Carrière | 75     | 35     | 21,9   | 46,4  | 35,4   | 68,5 | 2,40    | 2,53    | 1,03   | 0,11   | 8,25   |

### Professionnelles

#### Saison régulière
Légende :
| MVP de la saison | Leader de la ligue |

gras = ses meilleures performances
Statistiques en saison régulière de Russell Westbrook,
| Saison        | Équipe        | Matchs | Titul. | Min./m | % Tir | % 3pts | % LF | Rbds/m. | Pass/m. | Int/m. | Ctr/m. | Pts/m. |
| ------------- | ------------- | ------ | ------ | ------ | ----- | ------ | ---- | ------- | ------- | ------ | ------ | ------ |
| 2008-2009     | Oklahoma City | 82     | 65     | 32,5   | 39,8  | 27,1   | 81,5 | 4,87    | 5,30    | 1,34   | 0,20   | 15,32  |
| 2009-2010     | Oklahoma City | 82     | 82     | 34,3   | 41,8  | 22,1   | 78,0 | 4,89    | 7,95    | 1,32   | 0,41   | 16,12  |
| 2010-2011     | Oklahoma City | 82     | 82     | 34,7   | 44,2  | 33,0   | 84,2 | 4,62    | 8,17    | 1,89   | 0,37   | 21,87  |
| 2011-2012*    | Oklahoma City | 66     | 66     | 35,3   | 45,7  | 31,6   | 82,3 | 4,56    | 5,48    | 1,70   | 0,32   | 23,61  |
| 2012-2013     | Oklahoma City | 82     | 82     | 34,9   | 43,8  | 32,3   | 80,0 | 5,22    | 7,40    | 1,77   | 0,29   | 23,21  |
| 2013-2014     | Oklahoma City | 46     | 46     | 30,7   | 43,7  | 31,8   | 82,6 | 5,72    | 6,93    | 1,91   | 0,15   | 21,78  |
| 2014-2015     | Oklahoma City | 67     | 67     | 34,4   | 42,6  | 29,9   | 83,5 | 7,28    | 8,57    | 2,09   | 0,21   | 28,15  |
| 2015-2016     | Oklahoma City | 80     | 80     | 34,4   | 45,4  | 29,6   | 81,2 | 7,83    | 10,43   | 2,04   | 0,25   | 23,48  |
| 2016-2017     | Oklahoma City | 81     | 81     | 34,6   | 42,5  | 34,3   | 84,5 | 10,67   | 10,37   | 1,63   | 0,38   | 31,58  |
| 2017-2018     | Oklahoma City | 80     | 80     | 36,4   | 44,9  | 29,8   | 73,7 | 10,05   | 10,25   | 1,84   | 0,25   | 25,35  |
| 2018-2019     | Oklahoma City | 73     | 73     | 36,0   | 42,8  | 29,0   | 65,6 | 11,05   | 10,74   | 1,95   | 0,45   | 22,95  |
| 2019-2020**   | Houston       | 57     | 57     | 36,0   | 47,2  | 25,8   | 76,3 | 7,91    | 7,04    | 1,63   | 0,35   | 27,25  |
| 2020-2021**   | Washington    | 65     | 65     | 36,4   | 43,9  | 31,5   | 65,6 | 11,54   | 11,74   | 1,37   | 0,35   | 22,23  |
| 2021-2022     | L.A. Lakers   | 78     | 78     | 34,3   | 44,4  | 29,8   | 66,7 | 7,44    | 7,05    | 0,96   | 0,27   | 18,47  |
| 2022-2023     | L.A. Lakers   | 52     | 3      | 28,7   | 41,7  | 29,6   | 65,5 | 6,17    | 7,52    | 1,02   | 0,44   | 15,90  |
| 2022-2023     | L.A. Clippers | 21     | 21     | 30,2   | 48,9  | 35,6   | 65,8 | 4,86    | 7,62    | 1,10   | 0,48   | 15,81  |
| 2023-2024     | L.A. Clippers | 68     | 11     | 22,2   | 45,4  | 27,3   | 68,8 | 5,04    | 4,50    | 1,09   | 0,34   | 11,09  |
| 2024-2025     | Denver        | 75     | 36     | 27,9   | 44,9  | 32,3   | 66,1 | 4,93    | 6,09    | 1,41   | 0,49   | 13,25  |
| Carrière      | Carrière      | 1237   | 1075   | 33,3   | 43,9  | 30,5   | 77,2 | 7,01    | 8,02    | 1,58   | 0,33   | 21,18  |
| All-Star Game | All-Star Game | 9      | 2      | 22,4   | 50,6  | 33,8   | 58,8 | 5,22    | 3,78    | 1,44   | 0,00   | 21,56  |

Note: * Cette saison a été réduite de 82 à 66 matchs en raison du Lock out.

Note: ** Cette saison a été réduite en raison de la Pandémie de Covid-19.

Dernière modification le 22 avril 2025

#### Playoffs
Statistiques en playoffs de Russell Westbrook
| Saison   | Équipe        | Matchs | Titul. | Min./m | % Tir | % 3pts | % LF | Rbds/m. | Pass/m. | Int/m. | Ctr/m. | Pts/m. |
| -------- | ------------- | ------ | ------ | ------ | ----- | ------ | ---- | ------- | ------- | ------ | ------ | ------ |
| 2010     | Oklahoma City | 6      | 6      | 35,4   | 47,3  | 41,7   | 84,2 | 6,00    | 6,00    | 1,67   | 0,17   | 20,50  |
| 2011     | Oklahoma City | 17     | 17     | 37,5   | 39,4  | 29,2   | 85,2 | 5,35    | 6,35    | 1,41   | 0,35   | 23,82  |
| 2012     | Oklahoma City | 20     | 20     | 38,4   | 43,5  | 27,7   | 80,2 | 5,45    | 5,85    | 1,55   | 0,40   | 23,05  |
| 2013     | Oklahoma City | 2      | 2      | 33,8   | 41,5  | 22,2   | 85,7 | 6,50    | 7,00    | 3,00   | 0,00   | 24,00  |
| 2014     | Oklahoma City | 19     | 19     | 38,7   | 42,0  | 28,0   | 88,4 | 7,26    | 8,05    | 2,16   | 0,32   | 26,68  |
| 2016     | Oklahoma City | 18     | 18     | 37,4   | 40,5  | 32,4   | 82,9 | 6,89    | 11,00   | 2,56   | 0,11   | 26,00  |
| 2017     | Oklahoma City | 5      | 5      | 38,9   | 38,8  | 26,5   | 80,0 | 11,60   | 10,80   | 2,40   | 0,40   | 37,40  |
| 2018     | Oklahoma City | 6      | 6      | 39,2   | 39,8  | 35,7   | 82,5 | 12,00   | 7,50    | 1,50   | 0,00   | 29,33  |
| 2019     | Oklahoma City | 5      | 5      | 39,5   | 36,0  | 32,4   | 88,5 | 8,80    | 10,60   | 1,00   | 0,60   | 22,80  |
| 2020     | Houston       | 8      | 8      | 32,7   | 42,1  | 24,2   | 53,1 | 7,00    | 4,62    | 1,50   | 0,25   | 17,88  |
| 2021     | Washington    | 5      | 5      | 37,2   | 33,3  | 25,0   | 79,1 | 10,40   | 11,80   | 0,40   | 0,20   | 19,00  |
| 2023     | L.A. Clippers | 5      | 5      | 38,5   | 41,0  | 35,7   | 88,0 | 7,60    | 7,40    | 1,20   | 1,40   | 23,60  |
| Carrière | Carrière      | 116    | 116    | 37,6   | 40,8  | 29,6   | 82,7 | 7,14    | 7,87    | 1,78   | 0,28   | 24,57  |

Dernière mise à jour le 24 juin 2021

## Records sur une rencontre en NBA
Les records personnels de Russell Westbrook en NBA sont les suivants, :
| Record de la franchise |

| Type de statistique        | Saison régulière | Saison régulière            | Saison régulière | Playoffs | Playoffs                   | Playoffs      |
| Type de statistique        | Record           | Adversaire                  | Date             | Record   | Adversaire                 | Date          |
| -------------------------- | ---------------- | --------------------------- | ---------------- | -------- | -------------------------- | ------------- |
| Points                     | 58               | Trail Blazers de Portland   | 7 mars 2017      | 51       | @ Rockets de Houston       | 19 avril 2017 |
| Paniers marqués            | 21               | 3 fois                      | 3 fois           | 20       | @ Heat de Miami            | 19 juin 2012  |
| Paniers tentés             | 44               | Suns de Phoenix             | 28 octobre 2016  | 43       | 2 fois                     | 2 fois        |
| Paniers à 3 points réussis | 8                | 2 fois                      | 2 fois           | 7        | @ Jazz de l'Utah           | 27 avril 2018 |
| Paniers à 3 points tentés  | 16               | @ Trail Blazers de Portland | 2 mars 2017      | 19       | @ Jazz de l'Utah           | 27 avril 2018 |
| Lancers francs réussis     | 20               | @ Kings de Sacramento       | 1er février 2009 | 17       | Spurs de San Antonio       | 31 mai 2014   |
| Lancers francs tentés      | 22               | 2 fois                      | 2 fois           | 18       | 3 fois                     | 3 fois        |
| Rebonds offensifs          | 8                | @ Trail Blazers de Portland | 11 février 2009  | 6        | 4 fois                     | 4 fois        |
| Rebonds défensifs          | 18               | 2 fois                      | 2 fois           | 15       | 76ers de Philadelphie      | 31 mai 2021   |
| Rebonds totaux             | 21               | Pacers de l'Indiana         | 3 mai 2021       | 21       | 76ers de Philadelphie      | 31 mai 2021   |
| Passes décisives           | 24               | 2 fois                      | 2 fois           | 16       | Grizzlies de Memphis       | 3 mai 2014    |
| Interceptions              | 8                | @ Warriors de Golden State  | 6 février 2010   | 7        | @ Warriors de Golden State | 16 mai 2016   |
| Contres                    | 4                | 2 fois                      | 2 fois           | 2        | 5 fois                     | 5 fois        |
| Balles perdues             | 11               | 2 fois                      | 2 fois           | 9        | @ Rockets de Houston       | 16 avril 2017 |
| Minutes jouées             | 52               | @ 76ers de Philadelphie     | 15 décembre 2017 | 51       | @ Grizzlies de Memphis     | 9 mai 2011    |

- Double-double : 571 (dont 51 en playoffs)
- Triple-double : 215 (dont 12 en playoffs)

Dernière mise à jour : 1er mai 2025

## Salaires
| Année       | Équipe      | Salaire      |
| ----------- | ----------- | ------------ |
| 2008-2009   | Thunder     | 3 493 680 $  |
| 2009-2010   | Thunder     | 3 755 640 $  |
| 2010-2011   | Thunder     | 4 017 720 $  |
| 2011-2012   | Thunder     | 5 082 416 $  |
| 2012-2013   | Thunder     | 13 668 750 $ |
| 2013-2014   | Thunder     | 14 693 906 $ |
| 2014-2015*  | Thunder     | 15 719 062 $ |
| 2015-2016   | Thunder     | 16 744 218 $ |
| 2016-2017   | Thunder     | 26 540 100 $ |
| 2017-2018   | Thunder     | 28 530 608 $ |
| 2018-2019   | Thunder     | 35 654 150 $ |
| 2019-2020   | Rockets     | 38 178 000 $ |
| 2020-2021   | Wizards     | 41 006 000 $ |
| 2021-2022   | Lakers      | 43 848 000 $ |
| 2022-2023   | Lakers      | 46 662 000 $ |
| Total Gains | Total Gains | 290 932 250$ |

Note : * Pour la saison 2014-2015, le salaire moyen d'un joueur évoluant en NBA est de 4 500 000 $.

## Divers
En octobre 2012, il s'engage avec l'équipementier Jordan Brand, une marque liée à Michael Jordan.
En mars 2014, Russell Westbrook devient ambassadeur de la marque de montres de luxe suisse Zenith.
Passionné de mode, Westbrook s’est associé à la marque de luxe Barneys New York pour produire une collection de plus de 60 pièces de mode en 2014.
Il a collaboré aussi avec les marques Marcelo Burlon, Naked & Famous, Globe-Trotter et Del Toro.
Russell Westbrook a été choisi pour figurer sur la jaquette du jeu vidéo NBA Live 16 sorti fin 2015 sur PlayStation 4 et Xbox One ainsi que sur le jeu NBA Live disponible sur iOS et Android.
Le 17 novembre 2021, avant un match opposant les Bucks aux Lakers, il porte un maillot des Cowboys de Dallas floqué du nom Julius Jones pour montrer son soutien à Julius Darius Jones (en), un condamné à mort de l'Oklahoma dont la condamnation fait l'objet d'une controverse en raison des doutes entourant sa culpabilité. Le lendemain, le gouverneur de l'Oklahoma Kevin Stitt commue sa peine en emprisonnement à perpétuité sans possibilité de libération conditionnelle quelques heures avant son exécution prévue.
En juillet 2023, Russell Westbrook investit dans 49ers Enterprises, une société américaine qui est propriétaire de Leeds United, un club de football anglais.